# Барда, Францишек
Франци́шек Ба́рда (пол. Franciszek Barda, 21 августа 1880 года, Мшана-Дольна, Австро-Венгрия — 13 ноября 1964 года, Пшемысль, Польша) — католический прелат, ректор краковской Высшей духовной семинарии с 1930 года по 1931 год, епископ Пшемысля с 10 июля 1931 года по 13 ноября 1964 год.

## Биография
Обучался в краковской Высшей духовной семинарии, по окончании которой был рукоположён 26 июля 1904 года в священника краковским архиепископом Яном Пузыней. C 1925 по 1928 год был ректором Папского польского института в Риме. С 1930 по 1931 год был ректором краковской духовной семинарии.
10 июля 1931 года Римский папа Пий XI назначил Францишка Барду титулярным епископом Медеи и вспомогательным епископом епархии Пшемысля. 30 августа 1931 года состоялось рукоположение Францишека Барды в епископа, которое совершил епископ Пшемысля Анатоль Винценты Новак в сослужени с титулярным епископом Алинды и вспомогательным епископом Тарнува Эдвардом Комаром и титулярным епископом Дардануса и вспомогательным епископом краковской архиепархии Станиславом Роспондом.
25 ноября 1933 года был назначен епископом Пшемысля.
Участвовал в работе I сессии Второго Ватиканского собора.
Скончался 13 ноября 1964 года в Пшемысле.

## Награды
- Командорский крест со звездой Ордена Возрождения Польши (1937 год)[1].